# Chlevnoe
Chlevnoe (in russo Хлевное?) è un villaggio della Russia europea, situato nell'oblast' di Lipeck; è il centro amministrativo del distretto Chlevenskij.
Si trova sulla riva sinistra del Don, circa 50 km (in linea d'aria) a sud-ovest di Lipeck.